# Aplysina caissara
Aplysina caissara är en svampdjursart som beskrevs av Pinheiro och L. Hajdu 200. Aplysina caissara ingår i släktet Aplysina och familjen Aplysinidae.
Artens utbredningsområde är havet utanför Brasilien. Inga underarter finns listade i Catalogue of Life.